# Provincia di Zonguldak
La provincia di Zonguldak (in turco Zonguldak ili) è una provincia della Turchia.
La regione è un fiorente centro minerario per l'estrazione del carbone. Comprende, inoltre, importanti siti archeologici come le rovine di Eraclea Pontica (attualmente: Karadeniz Ereğli): già colonia della città-stato greca di Megara dal VI secolo a.C., Eraclea venne distrutta e rifondata (Heraclea Pontica) dai Romani, nel I secolo a.C. nel corso delle guerre mitridatiche.

## Geografia fisica
La provincia si affaccia sulla costa del Mar Nero e confina con la provincia di Düzce a sudovest, con la provincia di Bolu a sud, con la provincia di Karabük a sudest e con la provincia di Bartın a est.

## Geografia antropica

### Suddivisioni amministrative

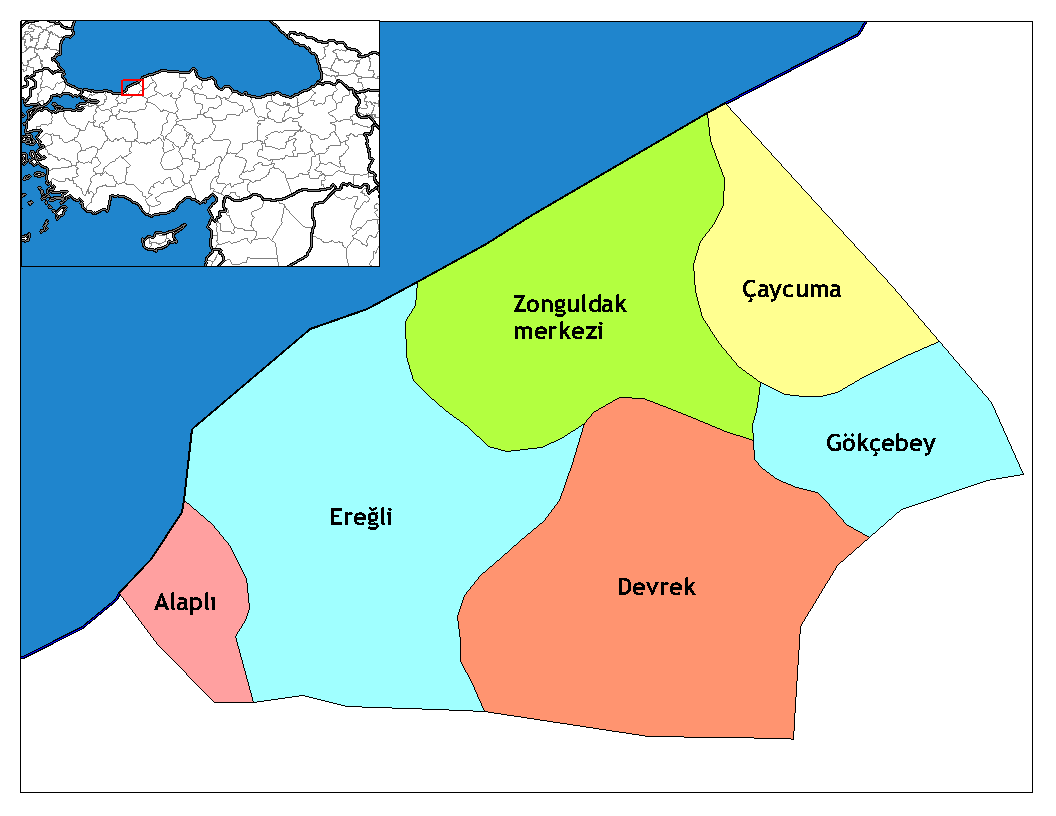
Distretti della provincia di Zonguldak

La provincia è divisa in 6 distretti:
- Zonguldak (centro)
- Alaplı
- Çaycuma
- Devrek
- Gökçebey
- Ereğli

Fanno parte della provincia 32 comuni e 374 villaggi.